# Xavier Velasco

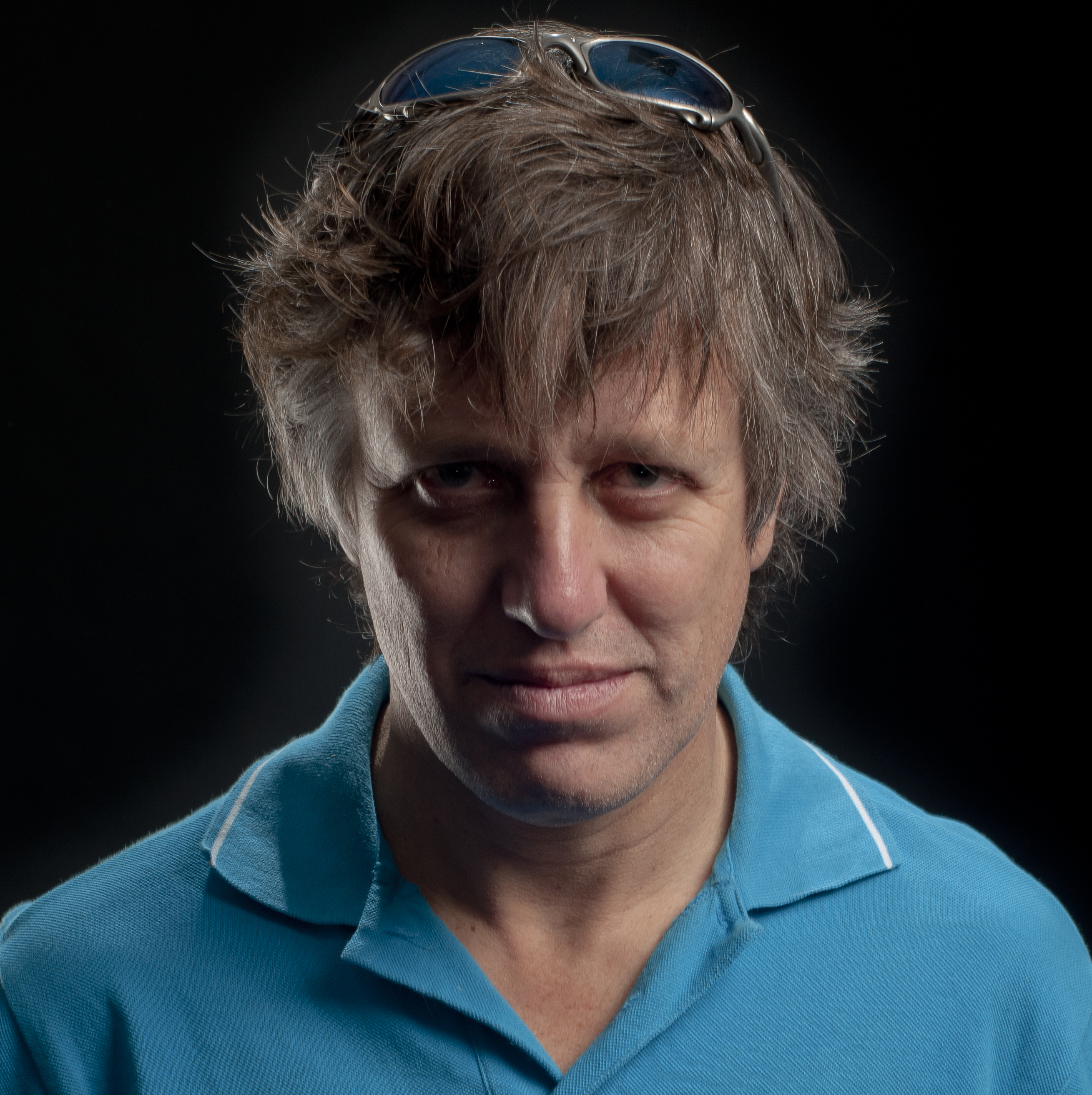
Xavier Velasco en la FIL Guadalajara 2013.

Xavier Velasco (Ciudad de México, 7 de noviembre de 1964) es un escritor mexicano. Obtuvo el Premio Alfaguara en 2003 por su novela Diablo Guardián.

## Biografía
En palabras del propio escritor, es un enamorado impenitente de la música, las motocicletas, la adrenalina y las palabras en esteroides, Velasco comenzó a escribir a los nueve años, como una forma de escapar a las aulas. Ejerce desde entonces la literatura como un vicio secreto, al que años después da curso a través de experimentar con la crónica y la forma de vida del rock. Tránsfuga de las carreras de Ciencias Políticas y Literatura, ejerce luego oficios variopintos, como el de director creativo (de lo cual dice haber extraído «algún dinero y ningún orgullo») y editor de una revista de aristócratas. Acostumbrado a dobles y triples vidas, Velasco desempeña al mismo tiempo los papeles de redactor publicitario, periodista, roquero, socialité, noctámbulo barriobajero y escritor subrepticio.
Escribió durante dieciséis años en el suplemento Sábado, del periódico Unomásuno, fundado y dirigido por Fernando Benítez. Publicados sus escritos en los periódicos Novedades, El Universal, El Nacional, La Crónica, Milenio, Reforma y El País. Fue en Sábado donde sus experimentos verbales alcanzaron mayores niveles de osadía. Entre sus columnas más leídas se halla «Deshoras y penumbras» (1995-2000), «Epistolario» (2000-2004), «El funámbulo errante» (2000-2003) y «Pronóstico del clímax» (2004-act.). En unas y otras el mexicano se ha mostrado consistentemente irreverente, así como fiel a la vocación de intensidad que hace de sus presentaciones públicas happenings memorables, masivamente concurridos, donde se dice colega y cómplice natural de las mujeres públicas.
Velasco permanece como escritor subterráneo hasta el año 2003, cuando es «descubierto» a la fama internacional a través del Premio Alfaguara de Novela, obtenido antes por escritores como Manuel Vicent y Tomás Eloy Martínez, y que le es entregado en Madrid, España, en marzo de 2003, con una dotación de 175 000 dólares. Tras varios meses en las listas de ventas de España, México (tres años) y varios países de América Latina, la novela Diablo Guardián (picaresca punk, según el chileno Alberto Fuguet) se convierte en superventas hispanoamericano, con más de diez ediciones y 250 000 ejemplares vendidos. Para 2024, Diablo Guardián registra ventas superiores al medio millón de ejemplares.
Renuente a formar parte de movimiento literario alguno, Velasco ha visto su trabajo elogiado por escritores de la talla de Carlos Fuentes y Arturo Pérez-Reverte, quienes ya lo han citado como el futuro de la narrativa mexicana. Actualmente reside en San Ángel, el barrio donde creció, en la zona sur de la Ciudad de México.
La influencias musicales de Velasco van de David Bowie a Chico Buarque, pasando por Chavela Vargas, Raphael, Iggy Pop, Sarah Vaughan, Wim Mertens y Antonio Carlos Jobim.

## Obras

### Novela
- Cecilia (1993)
- Diablo Guardián (2003)
- Éste que ves (2006)
- Puedo explicarlo todo (2010)
- La edad de la punzada (2012)
- Los años sabandijas (2016)
- Entrega insensata (2018)
- El último en morir (2020)

### Ensayo
- Una banda nombrada Caifanes (1990)
- Los hijos de Ziggy Stardust (por entregas; inconcluso) (1995)

### Crónica
- Luna llena en las rocas (2000)

### Relatos
- El materialismo histérico (2004)
- Males raíces (edición electrónica) (2013)